# Base aérienne 190 Bach Mai
La base aérienne 190 Bach Mai est une ancienne base aérienne française d'Indochine située dans les environs de Hanoï et active du 1er novembre 1945 au 1er septembre 1954. Elle a été utilisée par les forces aériennes nord-vietnamiennes durant la guerre du Viêt Nam. Elle fait aujourd'hui partiellement partie du musée des forces aériennes du Viêt Nam.

## Situation
Elle est située au sud-ouest de Hanoi.

## Historique
Le 2 octobre 1942, le capitaine Pierre Pouyade quitta l'Indochine française de la base de Bach Mai, alors sous contrôle japonais, à bord d'un Potez 25 pour rejoindre le groupe Normandie-Niémen.

## Unité affectés
- GC 00/022[1]
- EROM 00/080
- ELA 00/053
- CA 02/190
- CGA 31/190
- GC 1/8